# Soquete 370

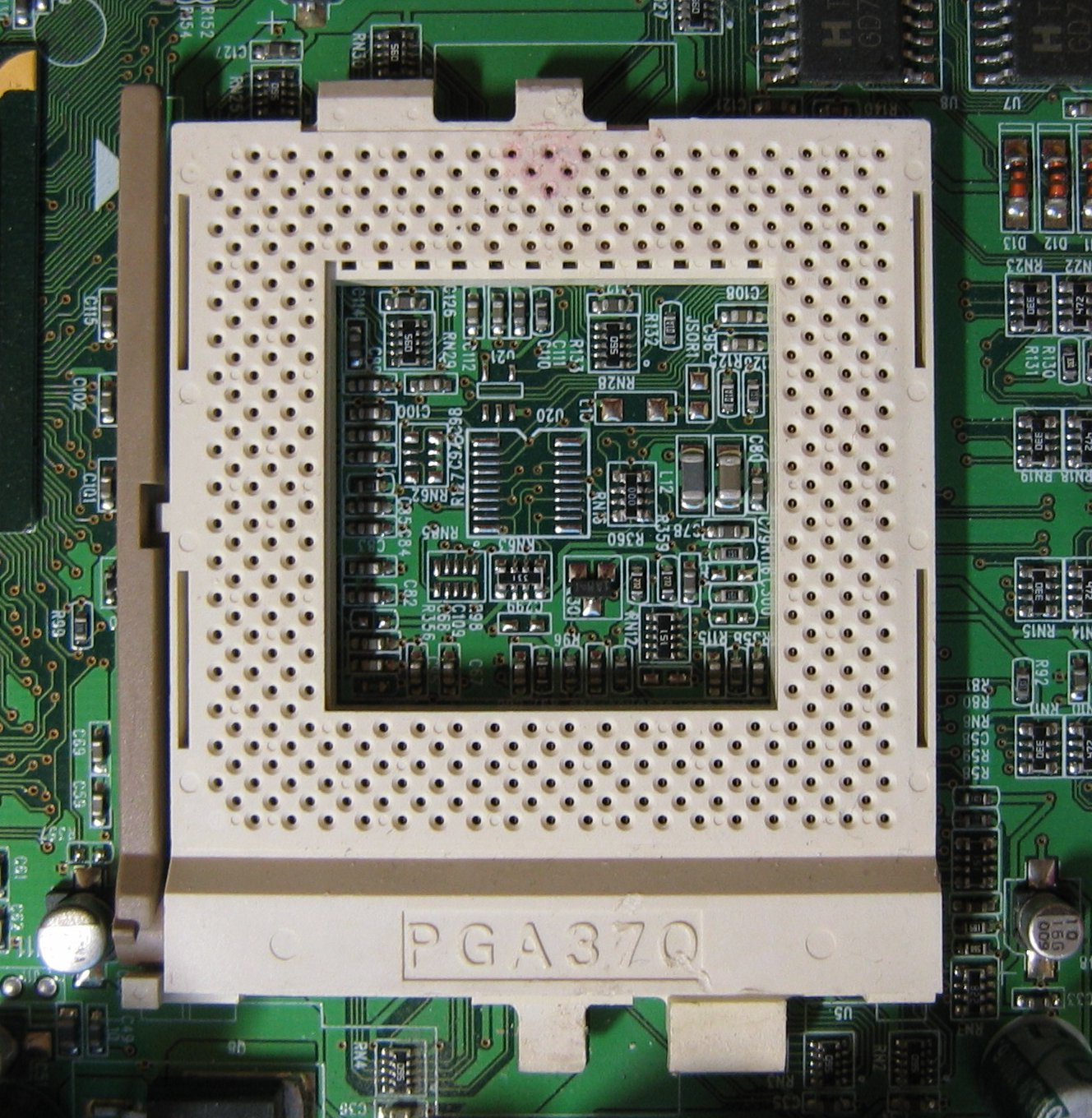
Soquete 370

Soquete 370 (também conhecido como PGA370) é um formato de soquete de CPU usado pela primeira vez pelos processadores Pentium III e Celeron da Intel, substituindo o antigo padrão Slot 1 de interface de CPU em PCs. O "370" se refere aos números de espaços disponíveis para pinos no soquete.